# 細柳駅
細柳駅（セリュえき）は、大韓民国京畿道水原市勧善区長芝洞にある、韓国鉄道公社（KORAIL）の駅。
乗り入れている路線は、線路名称上は京釜線であるが、当駅には電車線を走る京釜電鉄線（首都圏電鉄1号線）電車のみが停車する。駅番号は(P156)。

## 駅構造
島式ホーム1面2線と単式ホーム1面1線、通過線2線の合計2面5線を有する地上駅。ホームと駅舎は地下通路で結ばれている。
出口は1ヶ所ある。

### のりば
| 1 | 京釜電鉄線           | 烏山・平沢・天安・新昌方面         |
| 2 | 京釜電鉄線           | 水原・ソウル駅・清凉里・光云大方面 |
| 3 | 水原飛行場引き込み線 | 水原飛行場引き込み線               |

## 利用状況
近年の一日平均乗車人員推移は下記の通り。
| 路線       | 乗車人員 | 乗車人員 | 乗車人員 | 乗車人員 | 乗車人員 | 乗車人員 | 乗車人員 | 乗車人員 | 乗車人員 | 注 釈 |
| 路線       | 2003年   | 2004年   | 2005年   | 2006年   | 2007年   | 2008年   | 2009年   | 2010年   | 2011年   | 注 釈 |
| ---------- | -------- | -------- | -------- | -------- | -------- | -------- | -------- | -------- | -------- | ----- |
| 京釜電鉄線 | 3509     | 3890     | 4601     | 4489     | 4577     | 4763     | 4717     | 4769     | 4922     | [ 1 ] |

## 駅周辺
- 水原空軍基地
- 勧善中学校
- 細柳治安センター
- 水原バスターミナル（朝鮮語版）
- イーマート水原店
- 京畿道生涯教育学習館
- 新現代自動車学校
- 勧善中学校
- 南水原初等学校

## 歴史
- 1954年3月10日 - 信号場として営業開始。
- 1984年3月1日 - 配置簡易駅として格上げ。
- 1987年6月18日 - 駅舎増築。
- 2003年4月30日 - 京釜電鉄線水原 - 餅店間延伸開業。普通駅に昇格。

## 隣の駅
韓国鉄道公社　
京釜電鉄線　
急行
通過　
緩行　
水原駅 (P155) - 細柳駅 (P156) - 餅店駅 (P157)　